# Vadims Logins
Vadims Logins (* 30. Dezember 1981 in Rēzekne) ist ein lettischer Fußballspieler. Der Abwehrspieler, der ein Länderspiel für sein Heimatland bestritt, steht seit August 2013 beim 1. FC Lokomotive Leipzig in der deutschen Regionalliga Nordost unter Vertrag.

## Karriere

### Verein
Vadims Logins begann seine Karriere beim FK Rēzekne. In der Saison 1999 debütierte der Defensivspieler in der Virslīga der höchsten Lettischen Spielklasse. Am Saisonende wurde er mit dem Verein Tabellenletzter, wobei nur ein Sieg gelang und zweimal Unentschieden gespielt wurde. Die restlichen Saisonspiele wurden verloren, dazu kam ein schlechtes Torverhältnis von 12 zu 90. Von Rēzekne aus wechselte er anschließend zum FC Dinaburg Daugavpils, wobei er in seinen ersten beiden Spielzeiten wenig Spiele vorweisen konnte. Erst ab der Spielzeit 2002 kam Logins vermehrt zum Einsatz. Im Jahr 2005 stand er eine Spielzeit beim FK Ventspils unter Vertrag und wurde mit dem Verein Lettischer Pokalsieger. Nach dem Saisonende kam er zurück zum FC Dinaburg und blieb dort für zwei Spielzeiten. Im Jahr 2008 konnte Logins mit dem FC Daugava Daugavpils, wohin er zu Jahresbeginn gewechselt war, zum zweiten Mal den Pokal in Lettland gewinnen, dort war auch unter anderem Artjoms Rudņevs sein Teamkollege, der später in seiner Karriere auch beim Hamburger SV unter Vertrag stand und als erster Lette überhaupt ein Bundesliga-Spiel bestritt. 2009 wieder bei FC Dinaburg unter Vertrag und später beim FC Dacia Chișinău in Moldawien, wo er ohne Einsatz blieb, wechselte Logins wiederum zum FC Daugava. Nachdem er sich mit dem Verein am Ende der Saison 2011 für die Europa League qualifizieren konnte, allerdings in der 1. Qualifikationsrunde an Sūduva Marijampolė scheiterte, wurde der bis Ende 2013 laufende Vertrag aus fehlenden finanziellen Mitteln aufgelöst. Im September 2012 unterschrieb der Lette einen Vertrag bis Saisonende 2012/13 beim BSV Rehden aus der Regionalliga Nord. Sein Debüt für den Regionalliga-Aufsteiger gab er am 8. Spieltag bei einer 2:4-Heimniederlage gegen Holstein Kiel, nachdem in der 57. Spielminute für Christian Raudales eingewechselt wurde. Bei den Rhedenern kam der Defensivspieler bis zur Winterpause und darüber hinaus zumeist als Einwechselspieler zum Einsatz. Den ersten Treffer erzielte Logins am 17. Spieltag beim 2:2-Unentschieden gegen den BV Cloppenburg. Der auslaufende Vertrag von Logins wurde nicht verlängert, sodass er sich dem 1. FC Lokomotive Leipzig anschloss und bei diesem einen Zweijahresvertrag erhielt. Seit dem Sommer 2014 steht Logins beim Brandenburgligisten MSV Neuruppin unter Vertrag.

### Nationalmannschaft
Vadims Lugins startete seine Nationalmannschaftskarriere in der U-21 und kam im Februar 2005 zu seinem Länderspieldebüt in der A-Nationalmannschaft beim 1:1 gegen Österreich.

## Erfolge
mit dem FK Ventspils:
- Lettischer Pokalsieger: 2005

mit dem FC Daugava:
- Lettischer Pokalsieger: 2008